# Abraham Heidanus
Abraham van Heyden ou van Heiden (latin : Abraham Heidanus ou Heydanus ; 1597-1678) est un ministre hollandais calviniste et controversé, sympathisant du cartésianisme.

## Biographie
Il est né à Frankenthal dans le Palatinat, fils de Gaspar van der Heiden le Jeune, ministre réformé et contre-remontrant qui s'installe à Amsterdam en 1608. Abraham étudie la théologie à l'université de Leyde à partir de 1617, voyage à Heidelberg, Genève et Paris, et est influencé par le ramisme et Jean Daillé. Il revient à un poste de ministre à Naarden en 1623, déménageant à Leiden en 1627.
En 1648, Heidanus est nommé professeur de théologie à l'Université de Leyde. En 1650, il invite Johannes Cocceius à le rejoindre à la faculté. Des lignes de bataille sont en cours d'élaboration pour une longue série de controverses, dans lesquelles Gisbertus Voetius d'Utrecht prend l'autre parti.
En 1655, Johannes Hoornbeeck contribue au débat entre Voétiens et Coccéiens par une brochure sabbatique. Heidanus écrit De Sabbate (1658 en latin, plus tard en néerlandais) en réponse; Andreas Essenius attaque Heidanus et Cocceius est entraîné dans ce qui est devenu une longue controverse .
La position qu'Heidanus occupe pendant des décennies en tant que chef du cartésianisme de Leiden conduit finalement à son renvoi par l'université en 1676. Cela se produit après qu'il a publié avec Burchard de Volder et Christophorus Wittichius une réfutation de la condamnation par l'université des vues cartésiennes et coccéennes.